# Cueva de las Manos
Cueva de las Manos (magyarul A kezek barlangja) egy barlang Argentína Santa Cruz tartományában, 163 km-re délre Perito Morenótól, a Francisco P. Moreno Nemzeti Parkban.
A barlang a Pinturas folyó völgyében található, Patagónia egy elszigetelt vidékén. Híressé a benne található barlangrajzok, barlangfestmények tették, amelyek legtöbbje kezet ábrázol, a hely innen kapta nevét. A művészek a vidéken már 9000 évvel ezelőtt élő őslakosok voltak, talán a tehuelche indiánok elődei. A festékek összetétele ásványi eredetű, ezért a festmények korát a festéshez használt, csontból készült csövek maradványainak vizsgálatával állapították meg. A csontcsövek segítségével fújták a festéket a falra tapasztott kéz köré.
A barlang 24 m mély, bejárata 15 m széles és kezdetben 10 m magas. A terep a barlangon belül emelkedik, a belmagasság csökken, s végül nem több mint 2 m.

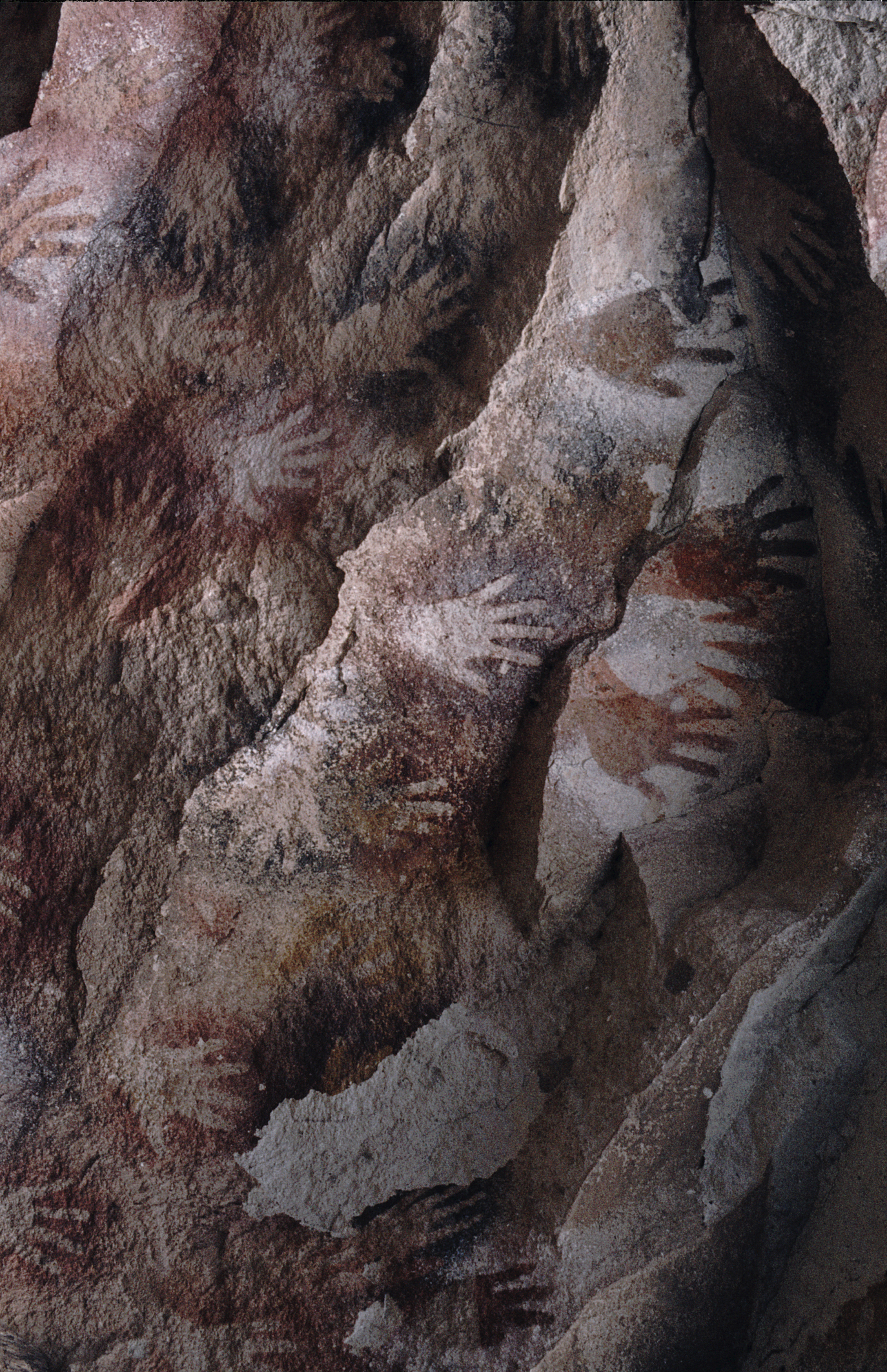
Kézlenyomatok

A kezek képei gyakran negatívok (stencilezve). Ezeken kívül emberek, guanakók, nanduk, macskafélék és más állatok rajzai láthatóak, valamint geometriai formák, cikcakkos minták, a nap ábrázolásai és vadászjelenetek. Hasonló festmények, bár jelentéktelenebb számban, a közeli barlangokban is találhatóak. Ott piros pontok is vannak a mennyezeten, a festő valószínűleg a vadászatra használ bolát belenyomta a festékbe, majd feldobta.  A festmények színei  vörös különböző árnyalataitól (amelyet vörösvasércből állítottak elő) a fehérig, feketéig és sárgáig terjednek. A negatív kézlenyomatok  i. e. 550 körül keletkeztek, a pozitív lenyomatok i. e. 180 körül, és a vadászatot ábrázoló rajzok idősebbek, mint 9000 év.
A kezek legnagyobb része bal kéz, s ez azt sugallja, hogy festők jobb kezükben tartották a festékes csövet. A kezek mérete egy 13 éves fiúéra hasonlít, de figyelembe véve azt, hogy a testméret abban az időben kisebb volt, néhány évvel idősebbek lehettek a művészek, s valószínűleg a férfikorba lépésüket örökítették meg azáltal, hogy kéznyomatukat ott hagyták a megszentelt barlang falain.